# Eli River
Der Eli River ist ein rund 145 Kilometer langer linker Nebenfluss des Noatak River im Nordwesten des US-Bundesstaats Alaska. 

## Verlauf
Seine Quelle liegt in den Baird Mountains, einem Gebirgszug der Brookskette. Er fließt zunächst in westnordwestlicher Richtung durch das Gebirge, dann in südsüdwestlicher durch das Sumpfgebiet in der Tiefebene des Noatak River, in den er südlich von Noatak mündet. Dieser fließt über den Kotzebue-Sund zur Tschuktschensee, einem Randmeer des Arktischen Ozeans.

## Naturschutz
Der Oberlauf des Eli Rivers liegt im Noatak National Preserve.